# Yip Chun
Ip Chun (förenklad kinesiska: 叶 准, traditionell kinesiska: 叶 准, pinyin: Ye Zhǔn, född 25 juli 1924), även stavat som Yip Chun eller Yip jun, är en kinesisk Wing Chun kampkonstutövare. Han är den äldste sonen av Yip Man (Ip Man).

## Härstamning
Sifu till Yip Chun: Yip Man
Exempel på intruktörer som är certifierade av Yip Chun:
- Peter Yeung (Sverige)
- Colin Ward (Storbritannien)
- Michael Tse (Storbritannien)
- Shaun Rawcliffe (Storbritannien)
- Terence Yip Pui (USA)
- Chau Keung Lee (Kanada)
- Dean Jones (Sydafrika)
- Prof.Dr.Brandon Chan (Malaysia)
- Ken Lau (Singapore)
- Felix Leong Cheok Son (Australien)
- Leung Chung Wai (Hongkong)

Enligt officiella hemsidan för alla certifierade representanter av stormästaren Yip Chun: http://www.sosofever.com/ipchun/lineage.php?type=sifu